# 7 Pułk Huzarów Cesarstwa Austriackiego
7 Pułk Huzarów Cesarstwa Austriackiego – jeden z austriackich pułków kawalerii okresu Cesarstwa Austriackiego.
Okręg poboru: Pecz (Fünfkirchen).

## Garnizony

### Przed powstaniem Cesarstwa
- 1798: Verőcze, Wolfsberg in Krain
- 1801: Görz, Opawa (Troppau)
- 1802-1804: Bochnia

### Po powstaniu Cesarstwa
- 1804-1805: Bochnia
- 1806: St. Georgen (Pressburg), Mölk
- 1807: Wiedeń
- 1808-1810: Ungarisch-Brod, Grosswardein
- 1811-1812: Békéscsaba, Złoczów
- 1814-1815: Turyn, Cremona
- 1815-1816: Lambach